# Huabeisaurus
Huabeisaurus ist eine Gattung sauropoder Dinosaurier aus der Gruppe der Titanosauriformes. Bisher ist ein relativ vollständiges, jedoch schädelloses Skelett mit zwei Zähnen bekannt, das aus der Oberkreide Chinas stammt. Huabeisaurus wurde im Jahr 2000 von Pang und Cheng erstmals wissenschaftlich beschrieben. Einzige Art ist Huabeisaurus allocotus.

## Merkmale

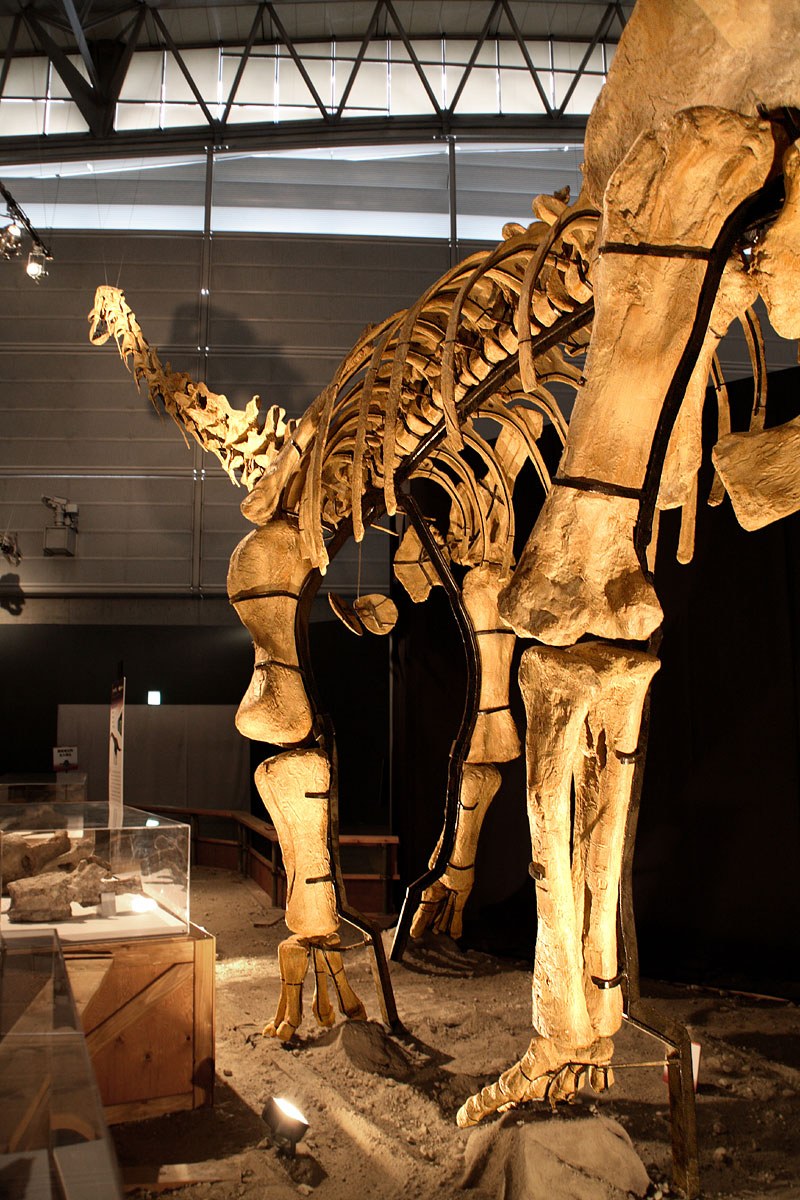
Andere Ansicht des Skeletts

Huabeisaurus war wie alle Sauropoden ein vierbeiniger Pflanzenfresser mit langem Hals und Schwanz und im Verhältnis kleinem Schädel. Es handelte sich um einen großen Sauropoden mit einer geschätzten Länge von 20 Metern und einer Höhe von 5 Metern. Die Zähne waren wie bei vielen anderen Neosauropoden zapfenförmig und besitzen eine lange Zahnkrone, die etwa drei Mal so lang wie die Zahnwurzel ist. Die Dornfortsätze der Hals- und Rückenwirbel waren relativ hoch, die der Halswirbel waren gegabelt.
Von anderen Gattungen lässt sich Huabeisaurus insbesondere durch das Darmbein (Ilium) unterscheiden: So ist die Darmbein-Schaufel (der vordere Bereich dieses Knochens) dorsoventral extrem tief. Die Unterseite des Darmbeins zeigt wie bei anderen Sauropoden zwei nach unten gerichtete Stiele: Der zum Sitzbein gerichtete „ischiadic peduncle“ sowie der zum Schambein gerichtete „pubic peduncle“. Bei Huabeisaurus reicht der vorderste Teil des Darmbeins derart weit nach unten, dass seine Unterkante auf einer Linie mit diesen beiden Stielen liegt.

## Fund und Namensgebung
Das Skelett (Holotyp, Exemplarnummer HBV-20001) stammt aus Gesteinen der Oberkreide der Huiquanpu-Formation im Kreis Tianzhen in der chinesischen Provinz Shānxī. Der Name Huabeisaurus setzt sich aus Huabei, der chinesischen Bezeichnung für den Großraum Nordchina, und sauros, dem altgriechischen Wort für „Echse“ zusammen. Der zweite Teil des Artnamens, allocotus, bedeutet „ungewöhnlich“ und weist auf die besondere Bedeutung dieses Sauropoden.

## Systematik
Anfangs ordneten Pang und Cheng Huabeisaurus einer eigenen Familie zu, der Huabeisauridae – laut diesen Forschern zeigt diese Gattung deutliche Unterschiede zu anderen Sauropodengruppen wie der Diplodocidae, der Titanosauridae und der Nemegtosauridae. Upchurch und Kollegen (2004) zeigen jedoch, dass es sich um einen Vertreter der Titanosauriformes, und innerhalb dieser Gruppe eventuell um einen Titanosauria handelt. Laut diesen Forschern muss er jedoch außerhalb der Lithostrotia (=Titanosauridae) klassifiziert werden, da die vorderen Schwanzwirbel nicht procoel (auf der Vorderseite konkav) waren. Buffetaut (2002) ordnete Huabeisaurus der Nemegtosauridae zu, einer Gruppe abgeleiteter (fortgeschrittener) Titanosauria – andere Forscher widersprechen jedoch und weisen auf die primitiven Merkmale dieses Sauropoden hin.